# Воєвідка Костянтин Львович
Костянтин Львович Воєві́дка, або Кость Воєвідка (5 липня 1891, Прага — березень 1944, Станіслав) — чотар і головний лікар Коша УСС, один з організаторів медичної служби Українського війська, підполковник Армії УНР.

## Життєпис

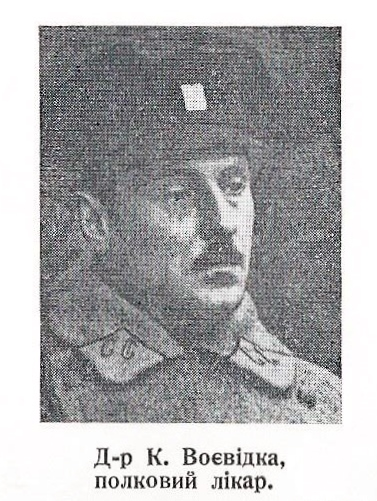
В однострої Корпусу Січових Стрільців Армії УНР. 1918 рік

Кость Воєвідка народився 5 липня 1891 року в Празі у родині Лева Воєвідки. Навчався в гімназіях Чернівців і Перемишля, яку закінчив в 1909 році.
Здобув медичну освіту, отримав ступінь доктора медицини.
У Леґіоні УСС з лютого 1915 року, головний лікар Коша УСС.
Пізніше в Корпусі Січових Стрільців був членом Стрілецької ради, організував санітарну частину і шпиталь.
Після війни проживав у Станіславі, де працював директором окружної лікарні, очолював повітовий осередок «Рідної школи». Займався науковими дослідженнями, публікував праці з питань жіночих хвороб. Надавав допомогу воякам УПА, проводив вишкіл лікарів і медичних сестер для підпілля.
У березні 1944 року Кость Воєвідка був розстріляний у Станіславі гестапівцями разом з дружиною та сином, за те, що його дружина була єврейкою.

## Вшанування пам'яті
15 лютого 2014 року на фасаді корпусу № 3 центральної міської клінічної лікарні на вул. Гетьмана Мазепи, 114 в Івано-Франківську відкрили дошку доктору Коша Українських Січових Стрільців Костю Воєвідці.